# Buste de Mary Cathcart
Le buste de Mary Cathcart a été réalisé entre 1768 et 1772 par Marie-Anne Collot.
Plusieurs exemplaires de ce buste ont été réalisés. Le plâtre original de 1768 est conservé au musée du Louvre ; deux bustes en marbre blanc sont conservés, l'un daté de 1792 au Musée de Leningrad et un autre, non terminé, au Musée des Beaux-Arts de Nancy.

## Description de l'œuvre
Il s'agit d'un portait de jeune fille, au visage ovale. Elle sourit, le visage légèrement incliné en avant. Son regard est à demi-baissé.    
Elle possède un ruban, duquel s'échappent de larges mèches de cheveux entourés d'un cordon de perle, dont l'une retombe sur l'épaule gauche.    

## Le modèle
Mary Cathcart est la seconde d'une famille d'aristocrates, fille de Charles Cathcart, ambassadeur de Grande-Bretagne en Russie.  
Ils visitent ensemble l'atelier de Marie-Anne Collot en mars 1767 avant de partir pour Saint-Pétersbourg (Russie) en 1768. Ils continuent d'avoir des contacts récurrents avec l'artiste jusque l'été 1772. 
Elle se marie le 26 décembre 1774 avec Thomas Graham, futur baron de Lynedoch. 
La fille de Mary Cathcart, la baronne Lucie de Jankowitz, hérite finalement d'un buste, qu'elle lègue au musée des Beaux-Arts de Nancy en 1866.

## Réception de l'œuvre
Le buste de Mary Cathcart a été considéré comme la première pièce majeure de Marie-Anne Collot. Il a suscité l'admiration de l'Académie de Paris. Un éloge lui est consacré : « Enfin, le dernier ouvrage que j'ai vu dans l'atelier de Mlle Collot est le buste de Miss Cathcart fille de M. l'ambassadeur d'Angleterre. La tête de cette jeune personne est une des plus jolies qu'on puisse imaginer, et il faut convenir que l'artiste a rendu avec toute l'exactitude et tout le talent possibles la finesse des traits de son modèle, et ce sourire gracieux, et la douce passion de la modestie qui est prononcée avec tant de vérité sur cette physionomie, et qui la rend si intéressante. Ce qui la relève encore davantage à mes yeux, c'est que Miss C..., suivant le très raisonnable et très louable coutume de son pays, n'ajoute pas aux roses que la nature lui a données, une masse de vermillon qui ne pourrait que la rendre méconnaissable… Je reviens au buste de Miss Cathcart qui ressemble si parfaitement à son modèle, l'un et l'autre réunissent cet heureux et rare assemblage de tout ce qui exerce un empire puissant sur le cœur de l'homme. Vous y voyez cette qualité enchanteresse sans laquelle toute beauté est morte, ce je ne sais quoi si pathétique et si inexplicable, qui quelquefois frappe et disparait comme un éclair, cette grâce, don précieux de la nature qui se trouve dans si peu de personnes, qui plaît à tout le monde, et duquel les poëtes ont cru devoir former le cortège riant de l'amour. Mais ce qui est plus que tout cela vous appelle et vous attache dans cette figure, c'est la vertu ingénue qui ravit au souverain degré et par elle-même, mille fois plus attrayante encore que cette fameuse ceinture de Vénus tissue par Homère et faite de ce qu'il y a de plus capable de séduire, image touchante et sublime de la divinité que ceux-là seulement peuvent peindre et rendre sensible à l'œil, qui sont vivement affectés de ses charmes indicibles. L'inscription la plus convenable et la plus vraie qu'on peut mettre en bas du buste dont je viens de parler seroient ces deux beaux vers de M. de Voltaire :

« Elle approche et son front, siège de la candeur
Annonce en rougissant les vertus de son cœur. »